# Димитрий (Галицкий)
Епи́скоп Дими́трий (в миру Дми́трий Мануи́лович Га́лицкий; 1870, Херсонская губерния — 11 сентября 1932, Литин, Винницкая область) — епископ Русской православной церкви, епископ Проскуровский, викарий Подольской епархии.

## Биография
В 1886 году окончил Одесское духовное училище. В 1892 году окончил Одесскую духовную семинарию.
В 1892 году служил псаломщиком в Херсонской епархии. В том же году рукоположён в сан диакона и священника к Дмитриевской церкви села Исаевка Елисаветградского уезда Херсонской губернии.
С 17 июня 1896 года — настоятель Михаило-Архангельской церкви села Благодатного Елисаветградского уезда (ныне Арбузинский район Николаевской области). 27 декабря 1903 года награждён набедренником.
С 25 мая 1906 года — священник Успенской церкви города Ананьева. 12 апреля 1910 года награждён бархатной фиолетовой скуфьёй. Назначен благочинным церквей Ананьевского округа.
С 11 ноября 1913 года — священник Николаевского собора города Ананьева. 27 марта 1914 года награждён камилавкой.
19 апреля 1915 года уволен от должности благочинного церквей Ананьевского округа.
14 июня 1917 года награждён наперсным крестом, от Святейшего Синода выдаваемым. После 1919 года возведён в сан протоиерея.
Был женат. Имел пятерых детей. Овдовел.
В 1922 году уклонился в обновленческий раскол. 25 марта 1923 года в Харькове хиротонисан во епископа Старобельского, викария Харьковской обновленческой епархии. Согласно данным историка протоиерея Валерия Лавринова, хиротонию возглавлял митрополит Пимен (Пегов). Согласно данным епископа Онуфрия (Гагалюка) в его хиротонии участвовали Евдоким (Мещерский), Алексий (Баженов) и Иосиф (Михальчук).
В 1924 году назначен обновленческим епископом Балтским, викарием Одесско-Херсонской обновленческой епархии.
В июне 1924 года был участником Всероссийского предсоборного совещания.
В августе 1924 года уволен на покой.
Как писал епископ Онуфрий (Гагалюк), выразил «Чистосердечное, искренное раскаяние <…> в содеянном им грехе отступничества от Церкви чрез впадение в обновленческий раскол» и 5 ноября 1924 года принят Патриархом Тихоном в общение с Церковью без разрешения вопроса о чиноприёме.
Согласно Мануилу (Лемешевскому) и другим источникам, в 1925 году назначен епископом Пирятинским, викарием Полтавской епархии. Однако в своём письме от 1 февраля 1926 года епископ Онуфрий (Гагалюк) рассуждает, можно ли признавать епископскую хиротонию епископа Димитрия, совершённую обновленческими иерархами. Учитывая чистосердечное раскаяние епископа Димитрия, участие в его епископской хиротонии двух епископов дораскольного поставления, признание Патриархом Тихоном совершённой обновленцами епископской хиротонии Александра (Раевского) и нужду Украинского экзархата в епископах, епископ Онуфрий предлагает признать эту хиротонию. При этом он выражает пожелание «чтобы Дмитрий Галицкий послужил Церкви Божией в пределах Украины, но не в Одесской и Херсонской епархиях, где имя Дмитрия Галицкого будет пререкаемым».
С ноября 1926 по сентябрь 1928 года находился в Киеве без права выезда.
Принял участие в состоявшемся 25—28 января 1928 года в Киеве съезде епископов Украины.
В сентябре 1928 года назначен епископом Проскуровским, викарием Подольской епархии и временно управляющий Подольской епархией.
Скончался 11 сентября 1932 года в городе Литине Винницкой области. Похоронен на кладбище г. Литина Винницкой области.